# Mike Bongiorno
Michael Nicholas Salvatore Bongiorno, plus connu sous le nom de Mike Bongiorno, né le 26 mai 1924 à New York, aux États-Unis, et mort le 8 septembre 2009 à Monaco, à l'âge de 85 ans, est un journaliste et présentateur télévisé italo-américain.
Il était considéré en Italie comme une véritable institution, ayant présenté des émissions durant plusieurs décennies. Bien qu'ayant vécu en Italie presque toute sa vie, il garda la nationalité américaine, ne prenant un passeport italien qu'à l'âge de 79 ans.

## Biographie
Mike Bongiorno était d'origine italo-américaine, son grand-père paternel commerçant était émigré en Amérique depuis Campofelice di Fitalia (anciennement frazione de Mezzojuso), Sicile. Encore enfant il emménage en Italie, où son père est revenu, et habite à Turin, ville de sa mère où il va au lycée. Il sera toute sa vie un fan de la Juventus.
Durant la Seconde Guerre mondiale, ayant évité la mobilisation grâce à sa nationalité américaine, il abandonne ses études pour rejoindre les partisans italiens. Il est capturé et détenu pendant 7 mois à la prison de San Vittore de Milan, avant d'être déporté au camp de Bolzano. Grâce à son passeport américain il fut toutefois libéré lors d'un échange de prisonniers.
Il est le présentateur le plus populaire en Italie où il a participé depuis 1953 aux débuts de la télévision italienne, avec la première transmission de la chaîne nationale (RAI), pour l'émission Arrivi e partenze.
En 1955, Bongiorno joue dans le film Il prezzo della gloria et dans quelques romans-feuilletons, puis lance le premier quiz de la télévision italienne, Lascia o raddoppia? (it) (« Quitte ou double ? »). Il adapte une formule déjà éprouvée aux États-Unis. Il devient un spécialiste des émissions de jeu. Puis ce sont Campanile sera (1960), Rischiatutto (1970) et La fiera dei sogni.
À partir de 1963 il présente également onze fois le Festival de Sanremo.
En 1979 sur Telemilano (qui deviendra ensuite Canale 5) il présente I sogni nel cassetto. Sa dernière émission sur la Rai sera Flash (1980/1982), puis il passera définitivement dans le groupe de télévision de Silvio Berlusconi, pour Telequiz Bis (1981) Superflash (1982), Pentathlon (1985), Telemike (1987), La ruota della fortuna (it) (1989). En 2000, il coprésente l'émission animalière Qua la zampa.
Sur la chaîne Retequattro il présente encore l'émission pour les jeunes Genius (émission italienne) et Il migliore.
Umberto Eco lui consacrera une étude : Fenomenologia di Mike Bongiorno (1963).
Il a obtenu la citoyenneté italienne le 7 février 2003 et a été marié trois fois.
Il obtient le titre de docteur à l'université IULM di Milano en août 2007 et présente en septembre, à nouveau sur la Rai Uno, l'élection de Miss Italie.

## Anecdotes
Mike Bongiorno commence chacune de ses émissions par un « Allegria ! » reconnaissable entre tous. Il a également du mal à se retrouver dans ses nombreuses notes de quiz, à la différence d'un Julien Lepers, et abuse de conjugaisons démodées et méridionales qui font tout son charme, à la Léon Zitrone. Il est également célèbre pour ses colères envers les techniciens ou même les candidats lors des tournages.
Ses gaffes sont célèbres, notamment celles de La Roue de la fortune et Une Famille en or en face de Laurent Cabrol avec ses noms estropiés et ses phrases à double sens, qui ont aussi été parodiées en France par Les Inconnus.
Lors d'un quiz, il se demandait « qui était ce Paolo Vi ? » (il s'agissait en fait du pape Paul VI). Ou bien un candidat devant donner le nom Fausto Coppi Mike le défendit en disant que le candidat n'était pas né à l'époque.
Il a été fréquemment imité et parodié au point que son fameux « Allegria ! » fut malicieusement transformé en « Allergia ! » (Allergie !). On le surnomme affectueusement « SuperMike » ou « Telemike ».

## Quiz
- Arrivi e partenze (1954-1955)
- Lascia o raddoppia? (it) (1955-1959)
- Campanile sera (1960-1961)
- Rischiatutto (1970-1974)
- Scommettiamo? (1977-1978)
- I sogni nel cassetto (1979-1980)
- Flash (1980-1982)
- Bis (1981-1990)
- Superbis (1982-1984)
- Superflash (1982-1985)
- Pentathlon (1985-1987)
- Telemike (1987-1992)
- Tris (it) (1990-1991)
- Tutti x uno (1992-1994)
- La ruota della fortuna (1989-2003)
- Genius (2003-2005)
- Il migliore (2006-2007)

## Filmographie
- La Chasse aux maris (Ragazze d'oggi), de Luigi Zampa (1955)
- Motivo in maschera (1955)
- Il prezzo della gloria (1955)
- Les Milliardaires (I miliardari) (1956)
- Totò lascia o raddoppia? de Camillo Mastrocinque (1956)
- Il giudizio universale (1961)
- On m'appelle Providence (La vita, a volte, è molto dura, vero Provvidenza?) (1972)
- C'eravamo tanto amati (1974)
- Sogni mostruosamente proibiti (1982)
- Venti (1999)